# Dysodia rufiflava
Dysodia rufiflava är en fjärilsart som beskrevs av George Francis Hampson 1906. Dysodia rufiflava ingår i släktet Dysodia och familjen Thyrididae. Inga underarter finns listade i Catalogue of Life.